# Zuni Maud
Zuni Maud (po 1907 również jako Sonny Maud)  (ur. 1885 w Wasilkowie, zm. 1956 w Nowym Jorku w Stanach Zjednoczonych) – amerykański karykaturzysta, twórca marionetek i aktor-lalkarz.

## Życiorys
Urodził się w rodzinie szojmera, opiekuna i administratora synagogi. Uczył się w jesziwach w Białymstoku, Bielsku, Częstochowie i Warszawie, wtedy po raz pierwszy wykazał talent plastyczny wykonując ilustracje do miszny. W 1905 razem z bratem Izaakiem wyjechał do Nowego Jorku, gdzie mieszkał brat ich matki Icchak Moyed. Zamieszkał na Lower East Side, uczył się wieczorowo w Cooper Union oraz w szkole tkackiej barona Hirsza. W dzień pracował początkowo w fabryce papierosów, a następnie jako goniec w sklepie kolonialnym, a następnie u gorseciarza. Zaczął używać imienia Sonny, studiując w National Academy of Design dołączył do grupy młodych intelektualistów, którzy w 1907 założyli czasopismo literackie „Di Yungt”, które było wydawane w języku jidysz. Następnie powstało czasopismo satyryczne „Der Kibitzer”, które zawierało liczne rysunki i karykatury. Zuni Maud przygotowywał do nich rysunki jedno lub wielopanelowe, ich tematem było codzienne życie Żydów w Ameryce lub polityka. W 1910 po raz pierwszy przygotował marionetki do przedstawienia w języku jidysz. W latach 1916–1920 redagował sekcję rozrywkową w „Forverts”, jego komiksy i karykatury pojawiły się później w rozkładówce syjonistycznego dziennika „Di Tsayt”, satyrycznym tygodniku „Der Groyser Kundes”, przygotował również ilustracje do kilku czasopism dla dzieci wydawanych w języku jidysz. W 1924 zaprojektował scenografię i kostiumy do produkcji Maurice'a Schwartza „Di kishefmacherin”, później rozpoczął współpracę artystyczną z lalkarzem Yosi Cutlerem i razem otworzyli w pobliżu Union Square „Studio Modicut”, które obejmowało teatr lalkowy. W 1928 wspólnie zaprojektowali kostiumy do współczesnej adaptacji „God, Man and Devil” Jakuba Gordina, poza wspólnymi projektami do części przedstawień Maud sam przygotowywał kostiumy i lalki. Po odniesionym sukcesie „Studio Modicut” w 1929 wyruszyło w trasę objazdową po Europie, swoje przedstawienia wystawili w Londynie, Paryżu, Brukseli i Warszawie. W 1930 zostali zaproszeni do Związku Radzieckiego, gdzie przez sześć miesięcy wystawiali sztuki w wielu miastach. Do Nowego Jorku powrócili w 1932, rok później zakończyli współpracę. W 1935 na jednej z ulic Hollywood Yosi Cutler zginął potrącony przez pijanego kierowcę. 
Znany był z poglądów prokomunistycznych, przez wiele lat współpracował z czasopismem „Morgen Freiheit”. W kwietniu 1956 redaktor naczelny Paul (Pesach) Novick zwołał zebranie redakcji, na którym ogłosił, że po śmierci Stalina wyszło na jaw, że wielu radzieckich pisarzy i plastyków tworzących w jidysz zostało z jego rozkazu osądzonych i zgładzonych w wyniku procesu poetów żydowskich. Byli to ludzie, których Zuni Maud poznał podczas pobytu w Związku Radzieckim. Wiadomość ta silnie nim wstrząsnęła, po powrocie do domu doznał ataku serca i zmarł.      

## Działalność
Zuni Mund był wszechstronnym artystą grafikiem, jego rysunki zdobiły dziesiątki okładek książek i stron tytułowych, był też ilustratorem wielu książek. Tworzył scenografie i kostiumy teatralne, a także marionetki do przedstawień lalkowych. Zasłynął również jako karykaturzysta i autor historyjek obrazkowych.